# 포르트아벤투라 월드
포르트아벤투라 월드(스페인어: PortAventura World)는 스페인 카탈루냐 타라고나도 살로우 및 빌라세카에 있는 복합 관광 시설이다. 연간 약 350만 명의 방문객이 방문하는 포르트아벤투라 공원을 중심으로 건설되었으며, 스페인에서 가장 많이 찾는 테마파크이자 유럽에서 6번째로 많이 찾는 테마파크다. 조성 이후 여러 차례 확장된 이 단지는 2개의 테마파크 (포르트아벤투라 공원 및 페라리 랜드), 워터파크 (포르트아벤투라 카리베 아쿠아틱 파크), 골프장, 6개의 테마 호텔로 구성되어 있다.